# Centre historique d'Angra do Heroísmo
Le centre historique d'Angra do Heroísmo, principale ville de l'île de Terceira aux Açores, est inscrit sur la liste du patrimoine mondial de l'Unesco.

## Monuments

### Monuments religieux
- Cathédrale d'Angra do Heroísmo
- Église de la Miséricorde
- Église Notre-Dame-de-la-Conception
- Église Notre-Dame-du-Carmel
- Chapelle de Nossa Senhora dos Remedios
- Couvent de São Francisco

### Monuments civils et sites
- Ancien palais épiscopal
- Hôtel de ville
- Palais des Capitaines généraux
- Obélisque Alto da Memória
- Manoir de Santa Catarina
- Palais Bettencourt
- Plage